# Holy Cross Priory (Leicester)

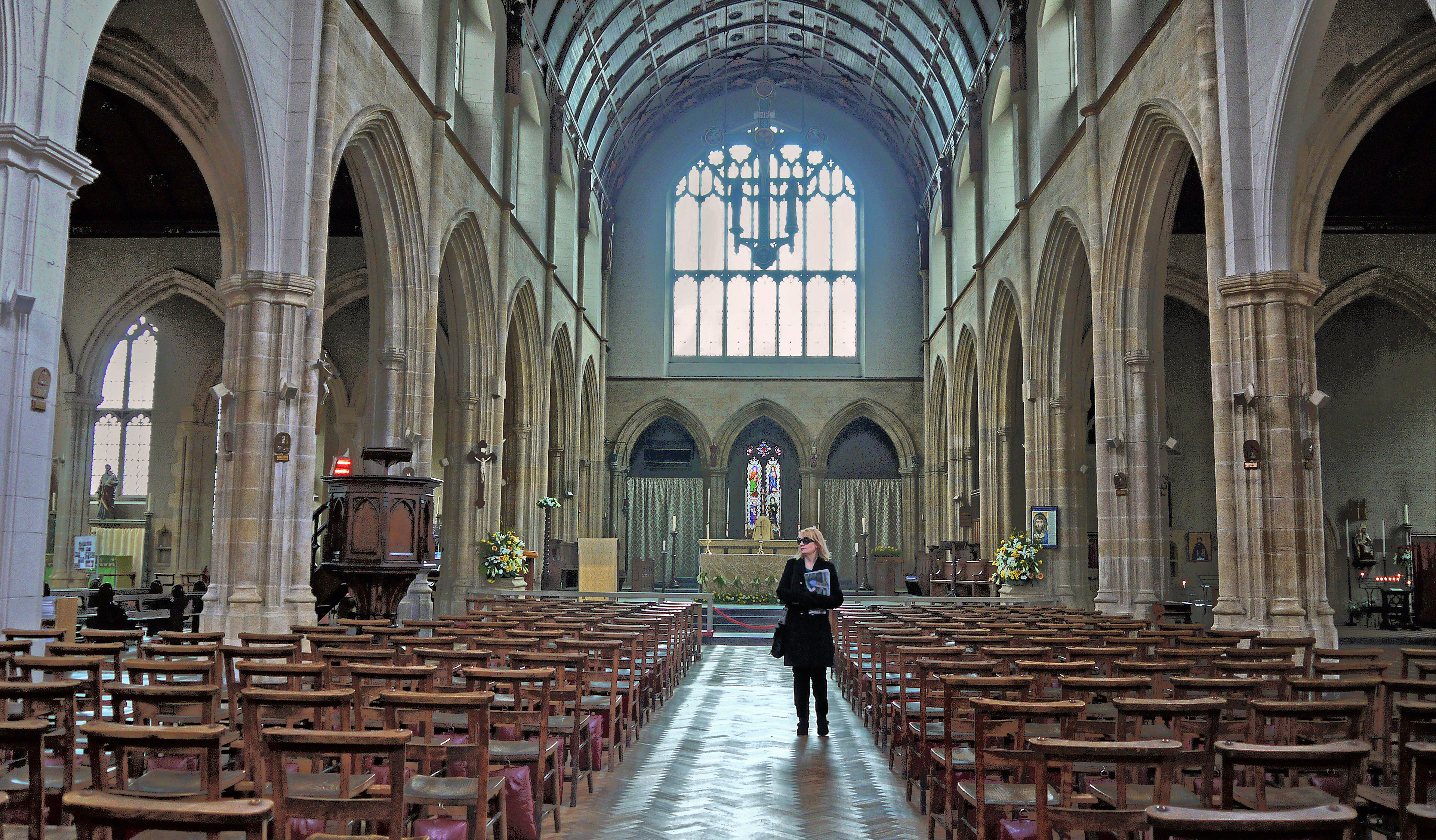
Holy Cross Priory, Leicester

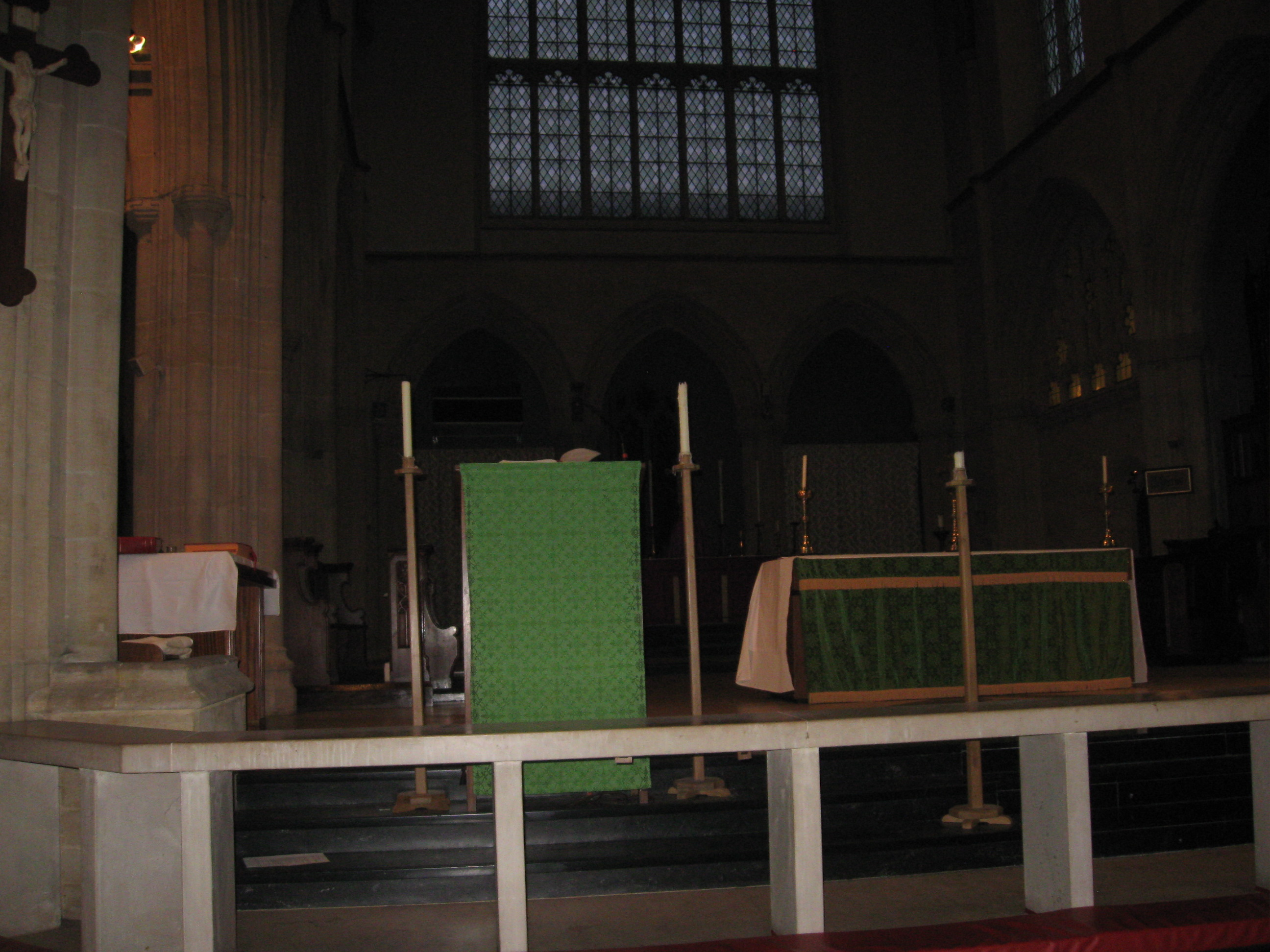
Holy Cross Priory

Holy Cross Priory – katolicki Kościół Św. Krzyża Braci Dominikanów w Leicester w Wielkiej Brytanii.
Kościół znajduje się w centrum miasta przy ul. 45 Wellington Street.
Kościół powstał w 1882 roku następnie został rozbudowany w 1929. W kościele znajdują się organy małe, które przywiezione zostały z kościoła Mariackiego z Preston oraz organy duże usytuowane naprzeciw ołtarza głównego u góry.